# Limited series
Limited series (ung. "begränsad serie") är en utgivningsform på den nordamerikanska serietidningsmarknaden. 
Formen kännetecknas av att serieskaparna och förlaget redan på förhand har bestämt hur många nummer av en serietidning som ska utkomma. Detta innebär att serien, till skillnad från den stora majoriteten av amerikanska serietidningsserier, har en tydlig början, mitt och slut. Berättelsen kan endera handla om etablerade figurer som Batman eller X-Men eller presentera en helt ny värld, med figurer som inte förekommer i de reguljära tidningarna.
Formatet etablerades under mitten av 1980-talet, med föregångare som Paul Kupperbergs World of Krypton (1979), Mike W. Barrs Camelot 3000 (1982–1985), Frank Millers Ronin (1983–1984) och Batman - mörkrets riddare (1986), samt Alan Moores Watchmen (1986–1987). 
Man har kommit att skilja mellan "miniserier", som omfattar två till sex nummer, och "maxiserier", som omfattar fler än sex nummer, och sedermera har gängse praxis blivit att, när serien har avslutats, samla den i en enda volym, en så kallad "trade paperback", och då ofta marknadsföra den som en "graphic novel" (serieroman).

### Fotnoter
1. ↑  ”FAQ: Libraries” (på engelska). Dark Hoses. Arkiverad från originalet den 24 juli 2017. https://web.archive.org/web/20170724220048/http://www.darkhorse.com/Help/FAQ/libraries. Läst 4 september 2016.